# (26119) Duden
(26119) Duden (1991 TN7) – planetoida z grupy pasa głównego asteroid okrążająca Słońce w ciągu 3,73 lat w średniej odległości 2,41 j.a. Odkryta 7 października 1991 roku.